# Беверштет
Беверштет (њем. Beverstedt) општина је у њемачкој савезној држави Доња Саксонија. Једно је од 57 општинских средишта округа Куксхафен. Према процјени из 2010. у општини је живјело 4.263 становника. Посједује регионалну шифру (AGS) 3352005.

## Географски и демографски подаци
Беверштет се налази у савезној држави Доња Саксонија у округу Куксхафен. Општина се налази на надморској висини од 14 метара. Површина општине износи 51,4 km².

## Становништво
У самом мјесту је, према процјени из 2010. године, живјело 4.263 становника. Просјечна густина становништва износи 83 становника/km².